# Marathon masculin aux championnats du monde d'athlétisme 2011
Navigation
Berlin 2009 Moscou 2013
L'épreuve du marathon masculin des championnats du monde de 2011 s'est déroulée le 4 septembre 2011 dans la ville de Daegu, en Corée du Sud, avec un départ et une arrivée au Gukchae-bosang Memorial Park. Elle est remportée par le Kényan Abel Kirui.

## Records et performances

### Records
Les records du marathon hommes (mondial, des championnats et par continent) étaient avant les championnats 2011 les suivants.
| Record                    | Athlète               | Pays       | Temps           | Lieu    | Date              |
| ------------------------- | --------------------- | ---------- | --------------- | ------- | ----------------- |
| Record du monde           | Haile Gebrselassie    | Éthiopie   | 2 h 03 min 59 s | Berlin  | 28 septembre 2008 |
| Record des championnats   | Abel Kirui            | Kenya      | 2 h 06 min 54 s | Berlin  | 22 août 2009      |
| Record d'Afrique          | Haile Gebrselassie    | Éthiopie   | 2 h 03 min 59 s | Berlin  | 28 septembre 2008 |
| Record d'Asie             | Toshinari Takaoka     | Japon      | 2 h 06 min 16 s | Chicago | 13 octobre 2000   |
| Record d'Amérique du Nord | Khalid Khannouchi     | États-Unis | 2 h 05 min 38 s | Londres | 14 avril 2002     |
| Record d'Amérique du Sud  | Ronaldo da Costa      | Brésil     | 2 h 06 min 05 s | Berlin  | 20 septembre 1998 |
| Record d'Europe           | António Pinto         | Portugal   | 2 h 06 min 36 s | Londres | 16 avril 2000     |
| Record d'Europe           | Benoît Zwierzchiewski | France     | 2 h 06 min 36 s | Paris   | 6 avril 2003      |
| Record d'Océanie          | Robert de Castella    | Australie  | 2 h 07 min 51 s | Boston  | 21 avril 1986     |

### Meilleures performances de l'année 2011
Les dix athlètes les plus rapides de l'année sont, avant les championnats (au 14 août 2011), les suivants.
|    | Athlète                    | Pays     | Temps           | Date            |
| -- | -------------------------- | -------- | --------------- | --------------- |
| 1  | Emmanuel Kipchirchir Mutai | Kenya    | 2 h 04 min 40 s | 17 avril 2011   |
| 2  | Wilson Kwambai Chebet      | Kenya    | 2 h 05 min 27 s | 10 avril 2011   |
| 3  | Vincent Kipruto            | Kenya    | 2 h 05 min 33 s | 10 avril 2011   |
| 4  | Martin Lel                 | Kenya    | 2 h 05 min 45 s | 17 avril 2011   |
| 5  | Patrick Makau Musyoki      | Kenya    | 2 h 05 min 45 s | 17 avril 2011   |
| 6  | Wilson Kipsang Kiprotich   | Kenya    | 2 h 06 min 13 s | 6 mars 2011     |
| 7  | Benjamin Kolum Kiptoo      | Kenya    | 2 h 06 min 31 s | 10 avril 2011   |
| 8  | Marilson dos Santos        | Brésil   | 2 h 06 min 34 s | 17 avril 2011   |
| 9  | Bekana Daba                | Éthiopie | 2 h 07 min 04 s | 30 janvier 2011 |
| 10 | Benson Kipchumba Barus     | Kenya    | 2 h 07 min 07 s | 8 mai 2011      |

## Critères de qualification
Pour se qualifier pour les Championnats (minima A), il fallait avoir réalisé moins de 2 h 17 min 00 s entre le 1er janvier 2010 et le 15 août 2011. 

## Faits marquants
- Le Kényan Abel Kirui s'impose une nouvelle fois après sa médaille d'or obtenue lors du marathon aux championnats du monde d'athlétisme de 2009.

## Médaillés
| Or               | Argent                | Bronze              |
| Abel Kirui (KEN) | Vincent Kipruto (KEN) | Feyisa Lilesa (ETH) |
|                  |                       |                     |

## Résultats
| Rang               | Athlète                   | Nationalité    | Temps           | Notes |
| ------------------ | ------------------------- | -------------- | --------------- | ----- |
| Médaille d'or      | Abel Kirui                | Kenya          | 2 h 07 min 38 s | SB    |
| Médaille d'argent  | Vincent Kipruto           | Kenya          | 2 h 10 min 06 s |       |
| Médaille de bronze | Feyisa Lilesa             | Éthiopie       | 2 h 10 min 32 s | SB    |
| 4                  | Abderrahime Bouramdane    | Maroc          | 2 h 10 min 55 s |       |
| 5                  | David Barmasai Tumo       | Kenya          | 2 h 11 min 39 s |       |
| 6                  | Eliud Kiptanui            | Kenya          | 2 h 11 min 50 s |       |
| 7                  | Hiroyuki Horibata         | Japon          | 2 h 11 min 52 s |       |
| 8                  | Ruggero Pertile           | Italie         | 2 h 11 min 57 s |       |
| 9                  | Stephen Kiprotich         | Ouganda        | 2 h 12 min 57 s |       |
| 10                 | Kentaro Nakamoto          | Japon          | 2 h 13 min 10 s |       |
| 11                 | Rachid Kisri              | Maroc          | 2 h 13 min 24 s |       |
| 12                 | Eshetu Wendimu            | Éthiopie       | 2 h 13 min 37 s |       |
| 13                 | Marius Ionescu            | Roumanie       | 2 h 15 min 32 s | PB    |
| 14                 | Dong Guojian              | Chine          | 2 h 15 min 45 s | SB    |
| 15                 | David Webb                | Royaume-Uni    | 2 h 15 min 48 s | SB    |
| 16                 | Cuthbert Nyasango         | Zimbabwe       | 2 h 15 min 56 s | SB    |
| 17                 | Beraki Beyene             | Érythrée       | 2 h 16 min 03 s | SB    |
| 18                 | Yuki Kawauchi             | Japon          | 2 h 16 min 11 s |       |
| 19                 | Aleksey Sokolov           | Russie         | 2 h 16 min 23 s |       |
| 20                 | Ser-Od Bat-Ochir          | Mongolie       | 2 h 16 min 41 s |       |
| 21                 | Aleksey Sokolov           | Russie         | 2 h 16 min 48 s |       |
| 22                 | Lee Merrien               | Royaume-Uni    | 2 h 16 min 59 s |       |
| 23                 | Jeong Jin-hyeok           | Corée du Sud   | 2 h 17 min 04 s |       |
| 24                 | Li Zicheng                | Chine          | 2 h 17 min 35 s |       |
| 25                 | José Manuel Martínez      | Espagne        | 2 h 17 min 44 s |       |
| 26                 | Rafael Iglesias           | Espagne        | 2 h 17 min 45 s | SB    |
| 27                 | Ahmed Baday               | Maroc          | 2 h 17 min 59 s |       |
| 28                 | Lee Myong-seung           | Corée du Sud   | 2 h 18 min 05 s |       |
| 29                 | Yoshinori Oda             | Japon          | 2 h 18 min 05 s |       |
| 30                 | Pablo Villalobos          | Espagne        | 2 h 18 min 12 s |       |
| 31                 | Mike Morgan               | États-Unis     | 2 h 18 min 30 s | SB    |
| 32                 | Urige Buta                | Norvège        | 2 h 20 min 16 s |       |
| 33                 | Wu Shiwei                 | Chine          | 2 h 21 min 12 s |       |
| 34                 | Jesper Faurschou          | Danemark       | 2 h 21 min 15 s |       |
| 35                 | Hwang Jun-Hyeon           | Corée du Sud   | 2 h 21 min 54 s | SB    |
| 36                 | Mike Tebulo               | Malawi         | 2 h 22 min 45 s | SB    |
| 37                 | Mike Sayenko              | États-Unis     | 2 h 22 min 49 s | SB    |
| 38                 | Yukihiro Kitaoka          | Japon          | 2 h 23 min 11 s | SB    |
| 39                 | Jeff Eggleston            | États-Unis     | 2 h 23 min 33 s |       |
| 40                 | Hwang Jun-Suk             | Corée du Sud   | 2 h 23 min 47 s |       |
| 41                 | Nicholas Arciniaga        | États-Unis     | 2 h 24 min 06 s |       |
| 42                 | Anton Kosmac              | Slovénie       | 2 h 24 min 16 s |       |
| 43                 | Samuel Goitom             | Érythrée       | 2 h 25 min 42 s | SB    |
| 44                 | Kim Min                   | Corée du Sud   | 2 h 27 min 20 s | SB    |
| 45                 | Sergio Reyes              | États-Unis     | 2 h 29 min 15 s | SB    |
| 46                 | Coolboy Ngamole           | Afrique du Sud | 2 h 30 min 01 s |       |
| 47                 | Bekir Karayel             | Turquie        | 2 h 33 min 20 s | SB    |
| 48                 | Ruben Sança               | Cap-Vert       | 2 h 34 min 40 s |       |
| 49                 | Jhon Lennon Casallo       | Pérou          | 2 h 36 min 43 s |       |
| 50                 | Modike Lucky Mohale       | Afrique du Sud | 2 h 38 min 22 s | SB    |
| 51                 | Sangay Wangchuk           | Bhoutan        | 2 h 38 min 33 s | NR    |
| —                  | Jeff Hunt                 | Australie      | DNF             |       |
| —                  | Khalid Kamal Yaseen       | Bahreïn        | DNF             |       |
| —                  | Yared Asmerom             | Érythrée       | DNF             |       |
| —                  | Yonas Kifle               | Érythrée       | DNF             |       |
| —                  | Michael Tesfay            | Érythrée       | DNF             |       |
| —                  | Chala Dechase             | Éthiopie       | DNF             |       |
| —                  | Gebregziabher Gebremariam | Éthiopie       | DNF             |       |
| —                  | Bazu Worku                | Éthiopie       | DNF             |       |
| —                  | Zohar Zemiro              | Israël         | DNF             |       |
| —                  | Benjamin Kiptoo           | Kenya          | DNF             |       |
| —                  | Ali Mabrouk El Zaidi      | Liban          | DNF             |       |
| —                  | Adil Ennani               | Maroc          | DNF             |       |
| —                  | Abderrahim Goumri         | Maroc          | DNF             |       |
| —                  | David Ngakane             | Afrique du Sud | DNF             |       |
| —                  | Daniel Kipkorir Chepyegon | Ouganda        | DNF             |       |
| —                  | Nicholas Kiprono          | Ouganda        | DNF             |       |

### Temps intermédiaires
| Distance      | Athlète             | Pays           | Temps           |
| ------------- | ------------------- | -------------- | --------------- |
| 5 km          | Yuki Kawauchi       | Japon          | 15 min 58 s     |
| 10 km         | Modike Lucky Mohale | Afrique du Sud | 31 min 21 s     |
| 15 km         | Vincent Kipruto     | Kenya          | 46 min 28 s     |
| 20 km         | Abel Kirui          | Kenya          | 1 h 01 min 42 s |
| Semi-marathon | Abel Kirui          | Kenya          | 1 h 05 min 07 s |
| 25 km         | Vincent Kipruto     | Kenya          | 1 h 16 min 25 s |
| 30 km         | Abel Kirui          | Kenya          | 1 h 30 min 43 s |
| 35 km         | Abel Kirui          | Kenya          | 1 h 45 min 23 s |
| 40 km         | Abel Kirui          | Kenya          | 2 h 00 min 38 s |

## Légende
Records et Performances
- AR : Record continental (area record)
- CR : Record des championnats (championship record)
- MR : Record du meeting (meet record)
- NR : Record national (national record)
- OR : Record olympique (olympic record)
- PR : Record paralympique (paralympic record)
- PB : Record personnel (personal best)
- SB : Meilleure performance personnelle de la saison (season's best)
- WL : Meilleure performance mondiale de l'année (world leader)
- WJR : Record du monde junior (world junior record)
- WR : Record du monde (world record)

Circonstances et Conditions
- DNF : N'a pas terminé (did not finish)
- DNS : N'a pas pris le départ (did not start)
- DQ : Disqualification (disqualification)
- NM : Aucun essai valable enregistré (No Mark)
- Q : Qualifié « directement » au prochain tour (ou à la prochaine compétition), lors d'une compétition majeure, grâce au classement ou à la réalisation des minima (automatic qualifier)
- q : Qualifié au prochain tour (ou à la prochaine compétition), lors d'une compétition majeure, grâce au repêchage ou à la réalisation de l'une des meilleures performances parmi celles des « non qualifiés directement » (grâce au meilleur temps ou à la meilleure distance par exemple) (secondary qualifier)